# Kiss József (irodalomtörténész)
Kiss József (Budapest, 1923. augusztus 17. – Budapest, 1992. május 13.) magyar irodalomtörténész, könyvtáros, bibliográfus. Az irodalomtudomány kandidátusa (1989), az irodalomtudományok doktora (posztumusz, 1994).

## Életpályája
1928-ban szülei elváltak. 1933-ban hunyt el édesanyja. Középiskolai tanulmányait a Pápai Református Kollégiumban végezte el; 1941-ben érettségizett. 1941-ben beíratkozott az Eötvös Loránd Tudományegyetem magyar-német szakára; Eötvös-kollégista volt. 1944 őszén behívták katonának; Németországba került, ahol angol hadifogságba esett; Németország és Belgium fogolytáboraiban raboskodott. 1946-ban jöhetett haza. 1947-ben tanári, 1948-ban bölcsészdoktori diplomát szerzett. 1948–1949 között általános iskolában volt helyettes tanár. 1949–1950 között diákotthonokban nevelőként dolgozott. 1950–1957 között a Magyar Tudományos Akadémia Könyvtárában volt könyvtáros. 1957–1988 között a Magyar Tudományos Akadémia Irodalomtörténeti Intézet, illetve Irodalomtudományi Intézet tudományos munkatársa és tudományos csoportvezetője volt. 1961-től a Magyar Tudományos Akadémia Textológiai Munkabizottsága tagja, titkára, majd 1964-től elnöke volt.

### Munkássága
Könyvtárosi munkája mellett bekapcsolódott az akadémiai Petőfi-kiadás szerkesztésébe, valamint sajtó alá rendezte (Bartha Dénessel) Pálóczi Horváth Ádám (1760–1820) Ötödfélszáz énekeit.

## Családja
Szülei: Kiss Elemér Ferenc (1890–1952) és Grasselli/Grassely Etelka (1896–1933) voltak. Bátyja, Kiss Elemér a Földművelésügyi Minisztériumban dolgozott. 1960-ban megnősült. Házasságából két gyermek született: Anikó (1962) és Péter (1967). 1974-ben elvált, volt felesége később állandó kezelésre szanatóriumba került, így annak két utóbb született kisfiával is törődött, saját cseperedő gyermekeit mindinkább felkészítve e kisebbek nevelésére.

## Művei
- A Dersi Biás kéziratos énekeskönyv a versek kezdősorainak betűrendes jegyzékével. (Egyetemi doktori értekezés is; Budapest, 1948; átdolgozva megjelent: Néprajzi Közlemények, 1958)
- A robotvilág Magyarországon és az 1848-as szabadságharc a somogyi nép emlékezetében (Néprajzi Közlemények, 1957)
- Petőfi az egykorú hazai német nyelvű sajtóban. 1844–1846. (Irodalomtörténeti könyvtár. 9. Tanulmányok Petőfiről. Szerkesztette: Pándi Pál és Tóth Dezső; Budapest, 1962)
- A Petőfi-bibliográfiáról (Irodalomtörténeti Közlemények, 1964)
- A Csokonai kritikai kiadásról (Irodalomtörténeti Közlemények, 1967)
- A „második inas”-tól a „könyvtárosig”. Petőfi szerepei a székesfehérvári színpadon (Miklós Dezsővel; A Petőfi Irodalmi Múzeum Évkönyve, 1969/70. Budapest, 1970)
- A Nemzeti Dal egykorú fordítói és forrásai (Petőfi és kora. Szerkesztette: Lukácsy Sándor és Varga János; Budapest, 1970)
- Petőfi-versek a Népbarát című pápai naptárban (Miklós Dezsővel; Irodalomtörténeti Közlemények, 1970)
- A népiesség szerepe Petőfi költészetében. Kiss Jüzsef előadása az 1970. évi tallinni III. Finnugor Kongresszuson (Irodalomtörténeti Közlemények, 1971)
- A Versek – 1842–1844 – kiadásának története. (Petőfi tüze. Tanulmányok. Szerkesztette: Tamás Anna és Wéber Antal; Budapest, 1972)
- Petőfi és Bács-Kiskun megye. (Itt születtem én ezen a tájon. Petőfi-emlékkönyv. Szerkesztette: Fenyvesiné Gehér Anna és F. Tóth Pál; Kecskemét, 1973)
- Petőfi verseinek egykorú fordításai. – Petőfi aszódi és selmeci iskolatársának daloskönyve (Irányi Istvánnal; Irodalomtörténeti Közlemények, 1973)
- Petőfi „Versek” – 1844–1845 – című kötetének kiadástörténete (Magyar Könyvszemle, 1973)
- „Művész és költő!” Petőfi megválása a pápai kollégiumtól (A Petőfi Irodalmi Múzeum Évkönyve, 1973. Budapest, 1973)
- Petőfi Sándor, az ember méltóság költője (Vasi Szemle, 1973)
- Népiesség és haladás Petőfi költészetében (Magyartanítás, 1973)
- Ismeretlen Eötvös-dosszié a bécsi közigazgatási levéltárban (Irodalomtörténet, 1975)
- A komikus hősköltemény útja „A helység kalapácsá”-ig (Irodalomtörténeti Közlemények, 1978)
- A helység kalapácsa (elemző tanulmány; MTA I. Osztálya Közleményei, 1979)
- A Petőfi-költemények kiadásának története 1850-től 1945-ig (Magyar Könyvszemle, 1979)
- Petőfi izlandi fordítója (Irodalomtörténeti Közlemények, 1980)
- Az új stílusú népballada – balladás dal – és Petőfi betyárversei (Kriza János és a kortársi eszmeáramlatok. Tudománytörténeti tanulmányok. Szerkesztette: Kriza Ildikó. Budapest, 1982)
- Barthos Paulina emlékkönyve. 1835–1852. Két képpel (Bémeth Istvánnal; Magyar Könyvszemle, 1982)
- „A mi Petőfink. – Petőfi a Duna–Tisza közén.” A kiskőrösi Petőfi Emlékmúzeum állandó kiállításának vezetője. Írta és a képeket válogatta: Kiss József (Kecskemét, 1987)
- Gyulai Pál: Hadnagy uram. Verselemzés (Irodalomtörténeti Közlemények, 1987)
- Tóth Gáspár, Petőfi „mecénása.” Egy jeles, polgári magyar szabómester a reformkorban és a forradalomban. (Tanulmányok Budapest múltjából. Budapest, 1988)
- Előre! Egy jelszó irodalmi változatai Uhlandtól Petőfiig (Irodalomtörténeti Közlemények, 1989)
- „Rabság, szabadság…” Petőfi utolsó verse 1853-ból? (Kritika, 1989. 11.)
- Az Így írtok ti és a paródia elmélete. Bíráló álruhában. (Bíráló álruhában. Tanulmányok Karinthy Frigyesről. Szerkesztette: Angyalosi Gergely; Budapest, 1990)
- Petőfi szibériai legendájáról (Jel folyóirat, 1990)
- A szibériai legenda mint a naiv népi Petőfi-kultusz terméke (Irodalomtörténeti Közlemények, 1990 és Látóhatár, 1991)
- Petőfi, az emlékkönyvek és a biedermeier (Helikon, 1991)

### Szerkesztői munkái
- Petőfi Sándor költeményei. I–III. köt. I. kötet: 1843–1845. II. kötet: 1846–1847. III. kötet: 1848–1849. Kritikai kiadás. Sajtó alá rendezte: Varjas Bélával és V. Nyilassy Vilmával. (Petőfi Sándor összes művei. I–III. kötet; Budapest, 1951)
- Petőfi Sándor szépprózai és drámai művei. Kritikai kiadás. Sajtó alá rendezte: Varjas Bélával és V. Nyilassy Vilmával. (Petőfi Sándor összes művei. IV. kötet; Budapest, 1952)
- Ötödfélszáz énekek. Pálóczi Horváth Ádám dalgyűjteménye az 1813. évből (Kritikai kiadás. Sajtó alá rendezte: Bartha Dénessel; Budapest, 1953)
- Magyar költészet Bocskaytól Rákócziig (Sajtó alá rendezte: Esze Tamással és Klaniczay Tiborral, a bevezető tanulmányt írta Esze Tamás). (Magyar klasszikusok. Budapest, 1954)
- Petőfi Sándor vegyes művei. Útirajzok, naplójegyzetek, hírlapi cikkek és egyéb prózai írások. (Kritikai kiadás. Sajtó alá rendezte: V. Nyilassy Vilmával.) (Petőfi Sándor összes művei. V. kötet; Budapest, 1956)
- Petőfi Sándor prózafordításai. (Kritikai kiadás. Sajtó alá rendezte: V. Nyilassy Vilmával.) (Petőfi Sándor összes művei. VI. kötet; Budapest, 1956)
- Petőfi az egykorú hazai német nyelvű sajtóban. 1844–1846. (Szerkesztette: Pándi Pállal és Tóth Dezsővel; Budapest, 1962)
- Petőfi Sándor levelezése. Függelék: vegyes feljegyzések, szerkesztői jegyzetek, dedikációk, másolatok, rajzok (Sajtó alá rendezte: V. Nyilassy Vilmával. A függeléket összeállította: H. Törő Györgyi). (Petőfi Sándor összes művei. VII. kötet; Budapest, 1964)
- Hatvany Lajos: Így élt Petőfi. I–II. kötet. (Szerkesztette: Pándi Pállal, sajtó alá rendezte: Kiss József) (2. javított kiadás; Budapest, 1967)
- Petőfi napjai a magyar irodalomban. 1842–1849. (Szerkesztette: Endrődi Sándor. Hasonmás kiadás és függelék. Sajtó alá rendezte: Benjámin László és Pataki Ferenc, a kísérő tanulmányt írta: Kiss József) (A Fővárosi Szabó Ervin Könyvtár kiadványa; Budapest, 1972)
- Petőfi Sándor összes költeményei. 1838–1843 (Kritikai kiadás; Szerkesztette: Martinkó Andrással) (Petőfi Sándor összes művei. I. kötet 2. javított kiadása; Budapest, 1973)
- Turóczi-Trostler József: Petőfi belép a világirodalomba. Németből fordította: Berczik Árpád és Komor Ilona. Szerkesztette, az utószót írta: Kiss József (Budapest, 1974)
- Petőfi Sándor összes művei. I–II. kötet. I. kötet. Összes versei. – II. kötet. Prózai művei. Sajtó alá rendezte, a szöveget gondozta. (Magyar remekírók; Budapest, 1976)
- Petőfi Sándor összes költeményei. I–II. kötet. Sajtó alá rendezte (Nagy klasszikusok. Budapest, 1981)
- Petőfi Sándor összes költeményei. 1844. jan.–aug (Kritikai kiadás. Sajtó alá rendezte: Ratzky Ritával és Szabó Zoltánnal) (Petőfi Sándor összes művei. II. kötet. 2. javított kiadása; Budapest, 1983)
- Petőfi Sándor: János vitéz. – A helység kalapácsa. – Bolond Istók. Elbeszélő költemények, komikus eposz. A szöveget gondozta Kiss József (Klasszikus zsebkönyvtár; Budapest, 1984)
- Petőfi Sándor költeményei. A szöveget gondozta: Kiss József (Budapest, 1985)
- Petőfi Sándor: Az apostol. Elbeszélő költemény. A szöveget gondozta: Kiss József (Klasszikus zsebkönyvtár; Budapest, 1985; 2. kiadás: 1988)
- Petőfi Sándor összes költeményei. I–II. kötet. A szöveget gondozta: Kiss József (Budapest, 1986 és Budapest–Bratislava, 1986)
- Petőfi. Petőfi Sándor 12 hasonmás verse és dokumentumok kísérőfüzettel. Bibliofil kiadás, mappában (Szerkesztette: Ágh Andrással) (Dokumentumok hasonmás kiadásban; Budapest, 1986)
- A mi Petőfink. Petőfi a Duna–Tisza közén. A kiskőrösi Petőfi Emlékmúzeum állandó kiállításának vezetője (Szerkesztette; A kiskőrösi Petőfi Emlékmúzeum kiadványa. Kecskemét, 1987)
- Petőfi Adattár. I. kötet: Petőfi az egykorú sajtóban és egyéb nyomtatott forrásokban (Monográfia és kandidátusi értekezés is; összeállította; A magyar irodalomtörténet-írás forrásai. 11. Budapest, 1987)
- Petőfi Adattár. II. kötet. Monográfia. Petőfi a kortársak leveleiben és naplóiban (Összeállította; A magyar irodalomtörténet-írás forrásai. 12. Budapest, 1987)
- Petőfi Adattár. III. kötet. Okmányok. Monográfia és doktori értekezés is (Összeállította; Budapest, 1992)
- Petőfi költeményei. A szöveget gondozta: Kiss József (A magyar líra klasszikusai; Budapest, 1992; 2. kiadás: 1996; 3. kiadás: 2002)
- Petőfi Sándor összes költeményei. 1844. szept.–1845. júl. Sajtó alá rendezte: Kerényi Ferenccel. (Petőfi Sándor összes művei. III. kötet. 2. javított kiadása; Budapest, 1997).

## Díjai
- Munka Érdemérem ezüst fokozata (1983)
- Akadémiai díj (1985)
- Oltványi Ambrus-díj (1989)

## Emlékezete
Gyermekei, Kiss Anikó és Kiss Péter Kiss József-díjat alapítottak olyan fiatal kutatók számára, akik a magyar irodalmi textológia területén kiemelkedőt alkottak. Először 2013-ban adták át a díjat.